# Crenella fragilis
Crenella fragilis är en musselart som beskrevs av Addison Emery Verrill 1885. Crenella fragilis ingår i släktet Crenella och familjen blåmusslor. Inga underarter finns listade i Catalogue of Life.